# Irena Matonohová
Irena Matonohová (* 28. března 1973 Brno) je česká politička, podnikatelka a právnička, v letech 2012 až 2016 zastupitelka Jihomoravského kraje, v letech 2010 až 2014 a opět od roku 2022 zastupitelka města Brna (od roku 2022 i radní města), od roku 2018 zastupitelka městské části Brno-Maloměřice a Obřany (v letech 2018 až 2022 radní MČ). Bývalá členka TOP 09, později vstoupila do hnutí STAN.

## Život
Absolvovala brněnské Gymnázium Matyáše Lercha (maturovala v roce 1991) a následně v letech 1991 až 1996 vystudovala Právnickou fakultu Masarykovy univerzity (získala titul Mgr.). V roce 2001 pak ještě úspěšně složila rigorózní zkoušku (získala titul JUDr.).
Při studiu vysoké školy si přivydělávala jako průvodkyně turistů do zemí Beneluxu a Itálie. Později začala řídit vlastní soukromou firmu zabývající se elektroinstalacemi..
Irena Matonohová žije v Brně, a to konkrétně v městské části Maloměřice a Obřany. Je vdaná, má dvě děti (dcera a syn). Ovládá 4 světové jazyky (angličtinu, němčinu, španělštinu a ruštinu). Mezi její záliby patří cestování, sport (kolo a squash) a studium historie starověkého Řecka a Říma.

## Politické působení
V roce 2009 se stala členkou TOP 09. V komunálních volbách v roce 2010 byla za tuto stranu lídryní kandidátky do Zastupitelstva města Brna a tudíž i kandidátkou na post brněnské primátorky. Byla sice zvolena zastupitelkou města, ale ve volebním období 2010 až 2014 působila v opozici. V roce 2014 však z TOP 09 vystoupila a ve volbách v roce 2014 kandidovala jako nestraník za hnutí STAN, a to z pozice lídryně kandidátky. Mandát zastupitelky města se jí však nepodařilo obhájit. Později se stala členkou hnutí STAN a ve volbách v roce 2018 za něj do brněnského zastupitelstva opět kandidovala, i když neuspěla. Byla však zvolena zastupitelkou městské části Maloměřice a Obřany a v listopadu 2018 se navíc stala i radní této MČ.
V komunálních volbách v roce 2022 kandidovala z pozice členky hnutí STAN na 2. místě kandidátky uskupení „Lidovci a Starostové (KDU-ČSL + Starostové a nezávislí)“ do Zastupitelstva města Brna a byla zvolena zastupitelkou města. Zároveň byla z pozice lídryně samostatné kandidátky hnutí STAN zvolena zastupitelkou městské části Brno-Maloměřice a Obřany. V říjnu 2022 se stala radní města Brna a skončila v pozici radní MČ.
V krajských volbách v roce 2012 byla zvolena jako členka TOP 09 zastupitelkou Jihomoravského kraje, a to na kandidátní listině „TOP 09 a Starostové pro Jihomoravský kraj“. Ve volbách v roce 2016 nekandidovala. Ve volbách v roce 2020 opět kandidovala, tentokrát jako členka hnutí STAN na kandidátce subjektu „Starostové pro jižní Moravu“ (tj. hnutí STAN a hnutí SOL), ale neuspěla.
Ve volbách do Poslanecké sněmovny PČR v roce 2017 kandidovala jako nestraník za hnutí STAN v Jihomoravském kraji, ale neuspěla.